# Philippe Courard
Pour les articles homonymes, voir Courard.
 (novembre 2019).
Si vous disposez d'ouvrages ou d'articles de référence ou si vous connaissez des sites web de qualité traitant du thème abordé ici, merci de compléter l'article en donnant les références utiles à sa vérifiabilité et en les liant à la section « Notes et références ».

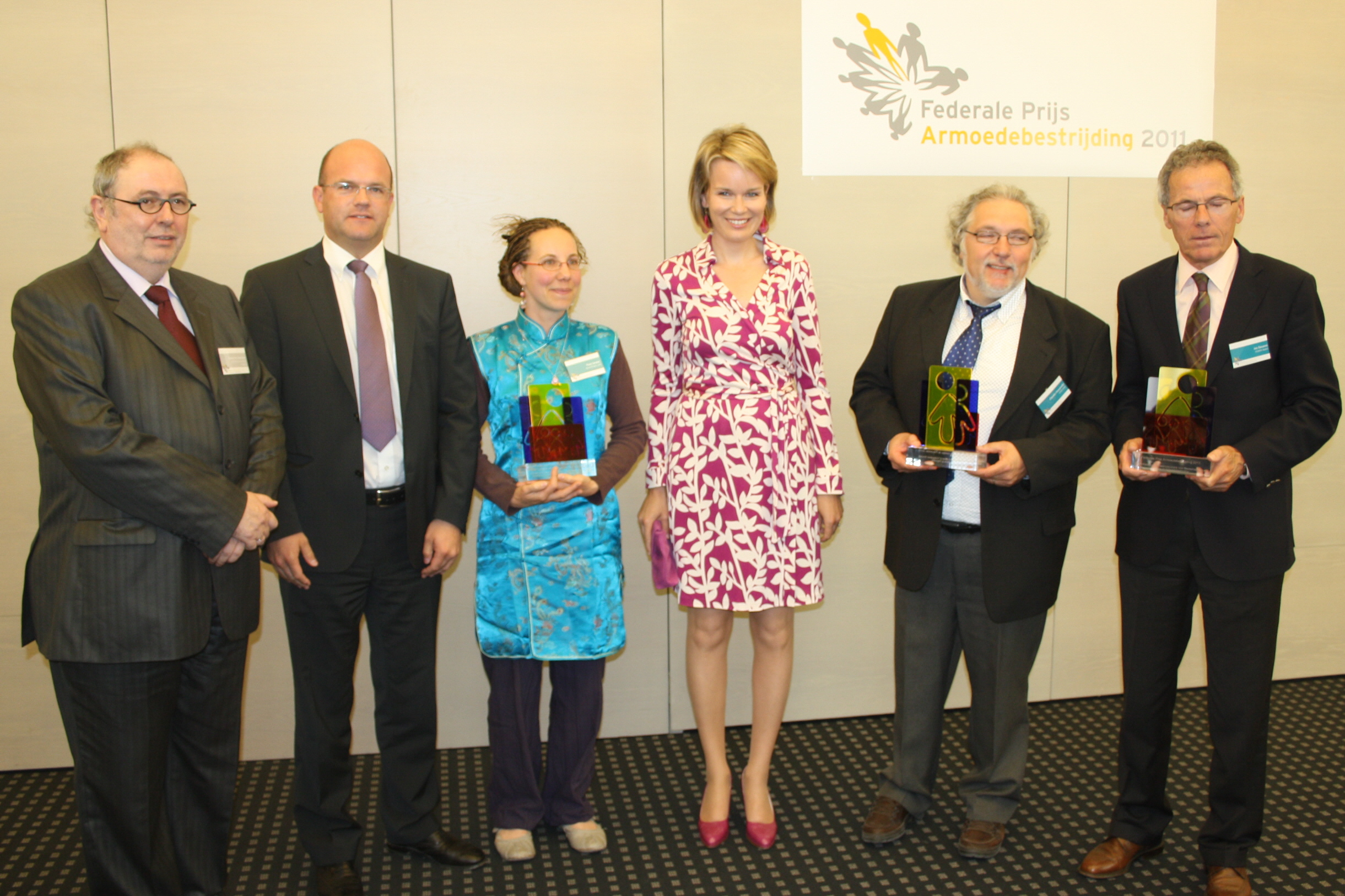
Philippe Courard lors de la remise du Prix Fédéral de Lutte contre la Pauvreté 2011, en compagnie notamment de la Princesse Mathilde, au Résidence Palace à Bruxelles, le 18 mai 2011.

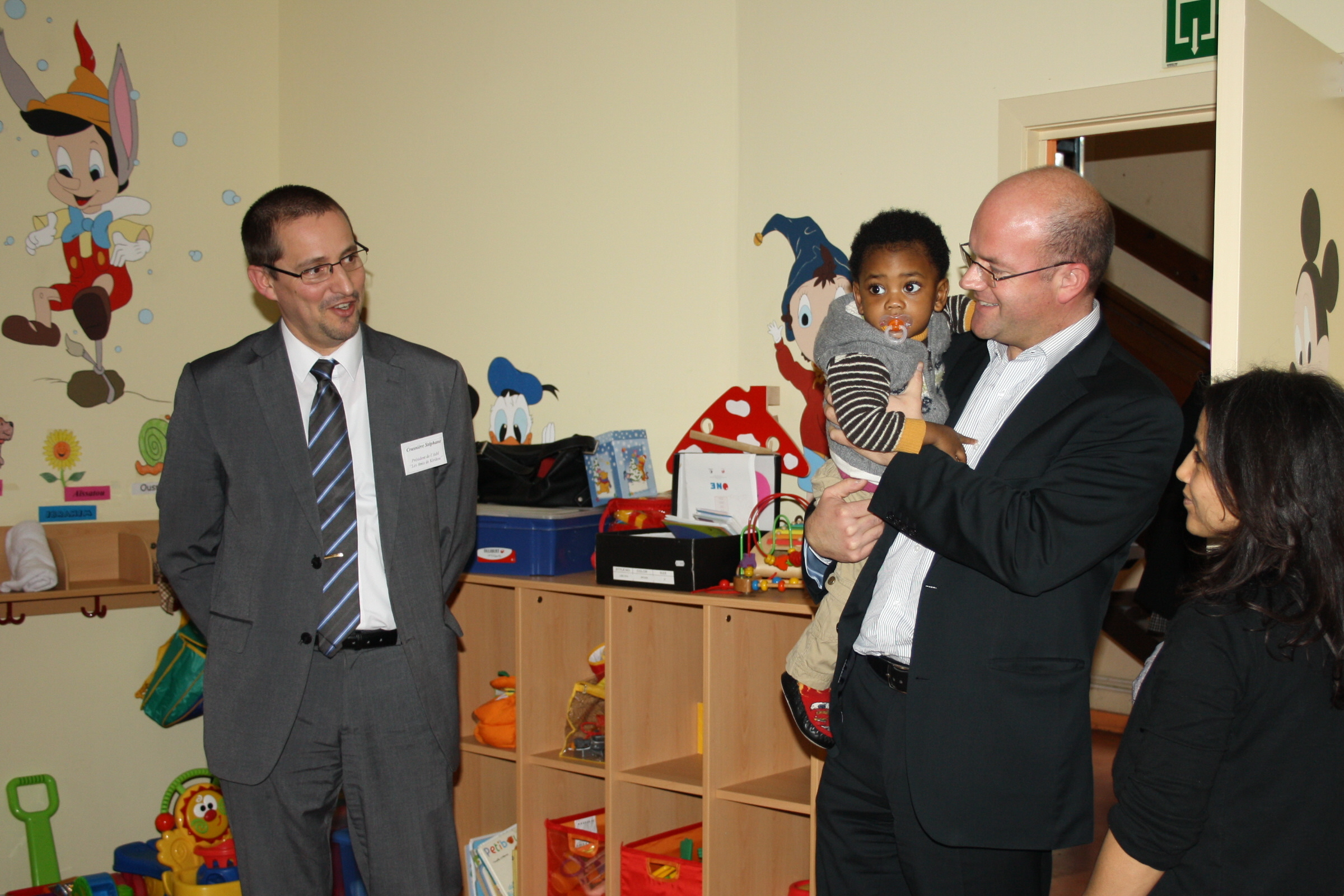
Philippe Courard en visite au Centre d'accueil pour candidats réfugiés Fedasil de Rixensart, le 7 février 2011.

Philippe D.Gh. Courard, né le 2 septembre 1966 à Namur, est un homme politique belge de langue française, membre du PS depuis 1984. Diplômé de l'École normale d'Arlon-Virton en sciences géographiques, il est Président du Parlement de la Fédération Wallonie-Bruxelles de 2014 à 2019 et Député wallon.
Le 11 juin 2019, il est élu député régional et communautaire mais également Sénateur des entités fédérées désigné par le Parlement wallon depuis le 8 octobre 2019.
Le 10 juillet 2024, il prête serment en tant que député fédéral, à la suite des élections du 9 juin 2024.

## Biographie
Philippe Courard est marié et père de trois enfants. Il fait ses études secondaires à l'Athénée Royal de Marche-en-Famenne et est agrégé en Sciences et Géographie pour l'enseignement secondaire inférieur de l'École Normale de la Communauté française de Virton.

## Parcours politique
Il est élu conseiller communal à Hotton de 1988 à 1994, puis de nouveau à partir de 2012 et exerce le métier d'enseignant de 1990 à 1998. Il est nommé bourgmestre de Hotton en 1995, ce qui en fit le plus jeune bourgmestre de l'histoire de la Belgique[réf. souhaitée], puis reconduit en 2000 et 2006. Il s'est représenté au poste en 2012, mais a perdu. Il reprend cependant le siège de bourgmestre suite aux élections de 2024. Il est président du Conseil d’administration de la Fondation rurale de Wallonie de 2001 à 2003.
Il est conseiller au cabinet du ministre Willy Taminiaux en 1998 et 1999, puis conseiller au cabinet du ministre André Flahaut de 1999 à 2002. Il devient ministre régional wallon de l'Emploi et de la Formation de juillet 2003 à juillet 2004, puis est nommé ministre régional wallon des Affaires intérieures et de la Fonction publique de juillet 2004 à juillet 2009. Il est élu député régional wallon en juin 2004 et réélu en juin 2009 et en mai 2014.
Philippe Courard est secrétaire d'État fédéral à l’Intégration sociale et à la Lutte contre la pauvreté, Adjoint à la Ministre des Affaires sociales et de la Santé publique, Chargée de l’Intégration sociale, de juillet 2009 à décembre 2011, puis secrétaire d’État fédéral aux Affaires sociales, aux Familles et aux Personnes handicapées, chargé des Risques professionnels, adjoint à la Ministre des Affaires sociales et de la Santé publique, du 5 décembre 2011 au 12 septembre 2014. Il est élu député fédéral de juin 2010 à mai 2014. Du 17 janvier 2013 au 12 septembre 2014, Philippe Courard est également chargé de la Politique scientifique fédérale. Lors des élections du 24 mai 2014, il est élu député wallon. Étant secrétaire d'État au fédéral, il est remplacé par Véronique Biordi-Taddei. Le 12 septembre 2014, il démissionne de son poste dans le gouvernement en affaires courantes et il récupère son siège au parlement wallon le 18 septembre. Il est président du Parlement de la Fédération Wallonie-Bruxelles, à partir du 11 novembre 2014.
Le 26 mai 2019, il est réélu député wallon en province de Luxembourg. Le 17 septembre 2019, il cède la présidence du Parlement de la Fédération Wallonie-Bruxelles à Rudy Demotte.